# Полевая (Харьковская область)
Полева́я (укр. Польова) — село (до 1996 — посёлок городского типа), Полевской сельский совет, Дергачёвский район, Харьковская область, Украина.
Код КОАТУУ — 6322080904. Население по переписи 2001 года составляет 452 (193 мужчины и 259 женщин) человека.

## Географическое положение
Село, (в 1938—1996 посёлок городского типа, в XVII—XIX веках слобода) Полевая находится на пересыхающем ручье (бывшей реке) Полёвка (река), правом притоке Лопани, протекающем в балке Долгий яр (Дуброваха); в девяти км от города Дергачи, между реками Уды (5 км) и Лопань (6 км).
Ниже по течению ручья находится село Семёновка (Дергачёвский район). 
К посёлку примыкают большие лесные массивы (дуб).

## История
- 1678 — дата первого письменного упоминания слободы Полевая[1].
- 1873 — построена деревянная однопрестольная церковь Покрова Пресвятой Богородицы на средства прихожан. Выполнена по проекту архитектора Ф. И. Данилова. До наших дней не сохранилась.
- 1938 — изменение статуса на посёлок городского типа.
- В 1937[10]-1940 годах, перед ВОВ, в посёлке было 525 дворов, православная церковь и сельсовет[2].
- Во время Великой Отечественной войны с конца октября 1941 по середину февраля 1943 и с начала марта по середину августа 1943 селение находилось под немецкой оккупацией.
- Днём 13 августа 1943 года советская разведгруппа В. А. Завертяева в составе 34 человек, действуя в районах, оккупированных нацистами, вела разведку в полосе действий своей 84-й дивизии[11][12]. Перемещаясь вдоль дороги Полевая — Дергачи, проходившей через лес, разведгруппа обнаружила колонну немецкой мотопехоты на марше. С близкого расстояния разведчики открыли огонь из автоматов и пулемётов, окружили врага и уничтожили до 70 солдат и офицеров вермахта; 12 из них уничтожил лично Вениамин Завертяев[11][12].
- В ходе Великой Отечественной войны 16 и 17 августа 1943 года здесь шли жестокие бои за высоту 201,7. Северо-западнее села, рядом с шоссе высота 201,7 отмечена обелиском. Сейчас жители села Полевая Харьковской области называют её «Высота Василия Петрищева».
- В годы войны 416 жителей села воевали на фронтах в рядах Советской армии и в партизанских отрядах; из них погибли 210 воинов; 172 были награждены боевыми орденами и медалями СССР[13].
- В 1976 году население составляло 1100 человек[9] .
- К 1976 году за мирный труд 10 жителей были награждены орденами и медалями СССР, в том числе трое — орденом Трудового Красного Знамени[13].
- Здесь находилось второе отделение большого овоще-молочного совхоза «Южный», центральная усадьба которого находилась в Южном; за совхозом были закреплены 3453 га сельхозугодий, в том числе 2612 га пахотной земли[9] .
- В 1976 году в пгт Полевая работали восьмилетняя школа, клуб, библиотека с фондом 5 300 книг, фельдшерско-акушерский пункт[9].
- В 1996 вследствие депопуляции пгт Полевая стало селом Полевая.
- 2014 — построена новая деревянная церковь Покрова Пресвятой Богородицы.

## Экономика
- Молочно-товарная ферма.
- Садовые участки.
- Кондитерская фабрика

## Аэропорт «Полевой»
В соответствии с планом развития Харькова 1986 года возле пгт Полевая планировалось строительство нового большого аэропорта «Харьков-Полевой».
Аэропорт планировалось связать с городом скоростной автомагистралью. В 1988-м году началась разработка технико-экономического обоснования (ТЭО) проекта нового аэропорта Харьков-Полевой.
В конце 1980-х годов началось строительство взлётно-посадочной полосы, но после распада СССР работы были прерваны.

## Памятники
- Братская могила воинов-участников гражданской войны[13].
- Братская могила советских воинов Великой Отечественной войны[13].